# Meganomia andersoni
Meganomia andersoni is een vliesvleugelig insect uit de familie Melittidae. De wetenschappelijke naam van de soort is voor het eerst geldig gepubliceerd in 1916 door Meade-Waldo.